# Яскрув
Яскрув (пол. Jaskrów) — село в Польщі, у гміні Мстув Ченстоховського повіту Сілезького воєводства.
Населення — 1791 особа (2011).
У 1975-1998 роках село належало до Ченстоховського воєводства.

## Демографія
Демографічна структура станом на 31 березня 2011 року:
|          | Загалом | Допрацездатний вік | Працездатний вік | Постпрацездатний вік |
| -------- | ------- | ------------------ | ---------------- | -------------------- |
| Чоловіки | 879     | 188                | 607              | 84                   |
| Жінки    | 912     | 180                | 555              | 177                  |
| Разом    | 1791    | 368                | 1162             | 261                  |